# ТЕС Коту
ТЕС Коту — теплова електростанція у Гамбії, яка обслуговує її столицю Банжул. Станом на 2017 рік найпотужніша станція в країні.
Виробництво електроенергії здійснюється за допомогою дизель-генераторів, що відносяться до кількох черг:
- Kotu A — генератори Mirrlees, два з яких мають потужність по 3 МВт (1981 рік) та один 3,4 МВт (1997), доповнені у 2001-му генератором Deutz потужністю 6,4 МВт;
- Kotu B — генератор MAN B&W 8L42MC-S потужністю 6,4 МВт (1990);
- Kotu C — складалась із одного генератора Pilstick 18PC3, що наразі вже демобілізований;
- Kotu D — три генератори Deutz потужністю по 6,4 МВт (2 встановлені у 2001-му та один у 2009-му).
Перелічене вище обладнання при номінальній потужності 41,4 МВт мало у 2010-х роках фактичну потужність 27,2 МВт.
Фактичне виробництво у 2010 році (коли вже були в наявності всі перелічені вище генератори) становило 104 млн кВт-год електроенергії.
У другій половині 2017-го анонсували, що протягом кількох місяців станцію доповнять двома генераторами потужністю 6,5 та 11 МВт.